# Stenodryas suavis
Stenodryas suavis là một loài bọ cánh cứng trong họ Cerambycidae.